# Eburodacrys vidua
Eburodacrys vidua là một loài bọ cánh cứng trong họ Cerambycidae.